# Warngau
Warngau er en kommune i Landkreis Miesbach i Regierungsbezirk Oberbayern i den tyske delstat Bayern.

## Geografi
Warngau ligger ved Alpernes nordlige udkant med udsigt over de nærliggende Bayerische Voralpen. kommunen ligger midt i landskabet Bayerisches Oberland, og mod øst rejser det skovklædte Taubenberg (med udsigtstårn) op i 900 meters højde, og området er en vigtig drikkevandsreserve for storbyområdet München.
Der er i kommunen, ud over Warngau 11 landsbyer:
| - Oberwarngau - Osterwarngau - Wall - Bernloh - Bürg - Einhaus | - Reitham - Draxlham - Lochham - Hummelsberg - Taubenberg |

### Trafik
Warngau ligger ved B 318, kun 7 km fra Holzkirchen og Bundesautobahn 8. Der er 37 km til München, til Bad Tölz 16 km, til Gmund am Tegernsee 10 km, til Miesbach 15 km og til Rosenheim 42 km.

Bayerische Oberlandbahn betjener Warngauer Banegård, med timedrift til München, Bad Tölz og Tegernsee. Der er busforbindelse til Holzkirchen og Gmund am Tegernsee.

## Historie
Oberwarngau er nævnt første gang i 804 og hørte i mange år under Kloster Tegernsee; Med forvaltningsreformen i Bayern i 1818 blev Warngau en selvstændig kommune.
I 1978 blev de den tidligere kommune Wall og en del af Gotzing indlemmet i Warngau.